# Otmar Kunz

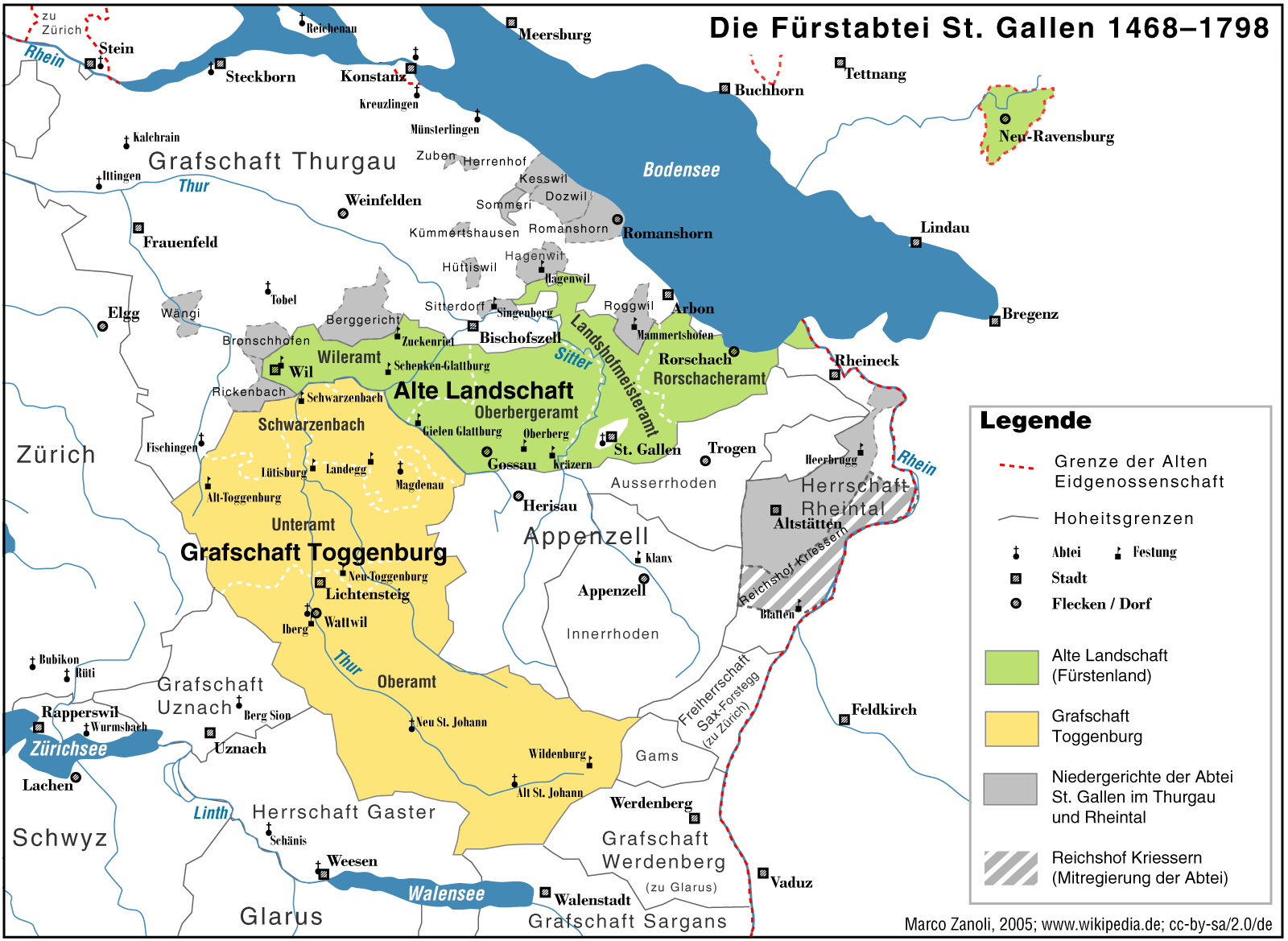
Grondgebied abdijvorstendom Sankt Gallen

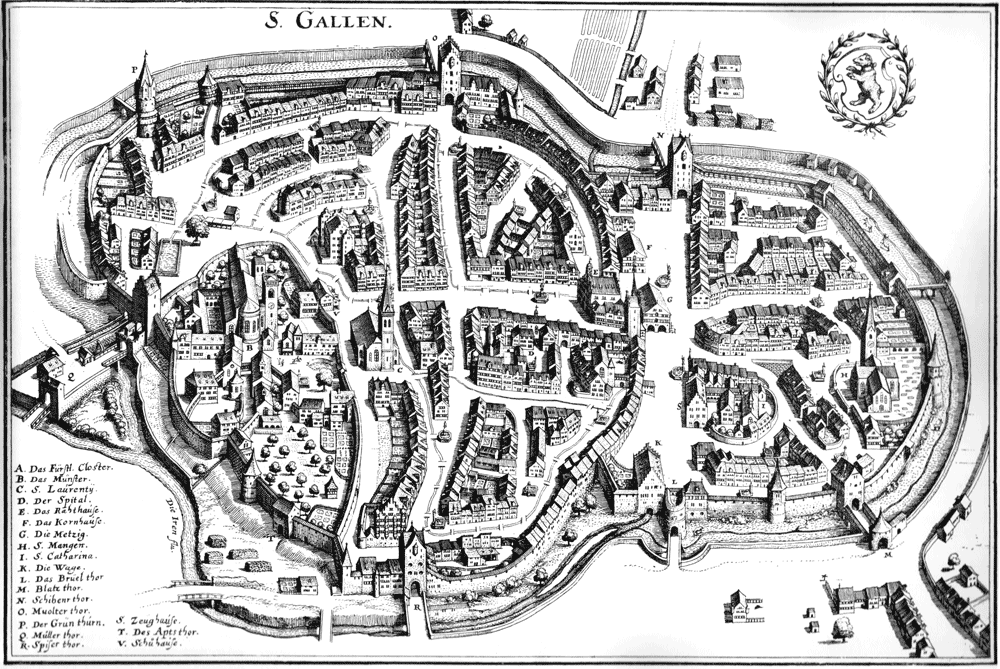
Stad Sankt Gallen, met abdij in het linker-beneden kwadrant. Abt Kunz bouwde de scheidingsmuur door de stad.

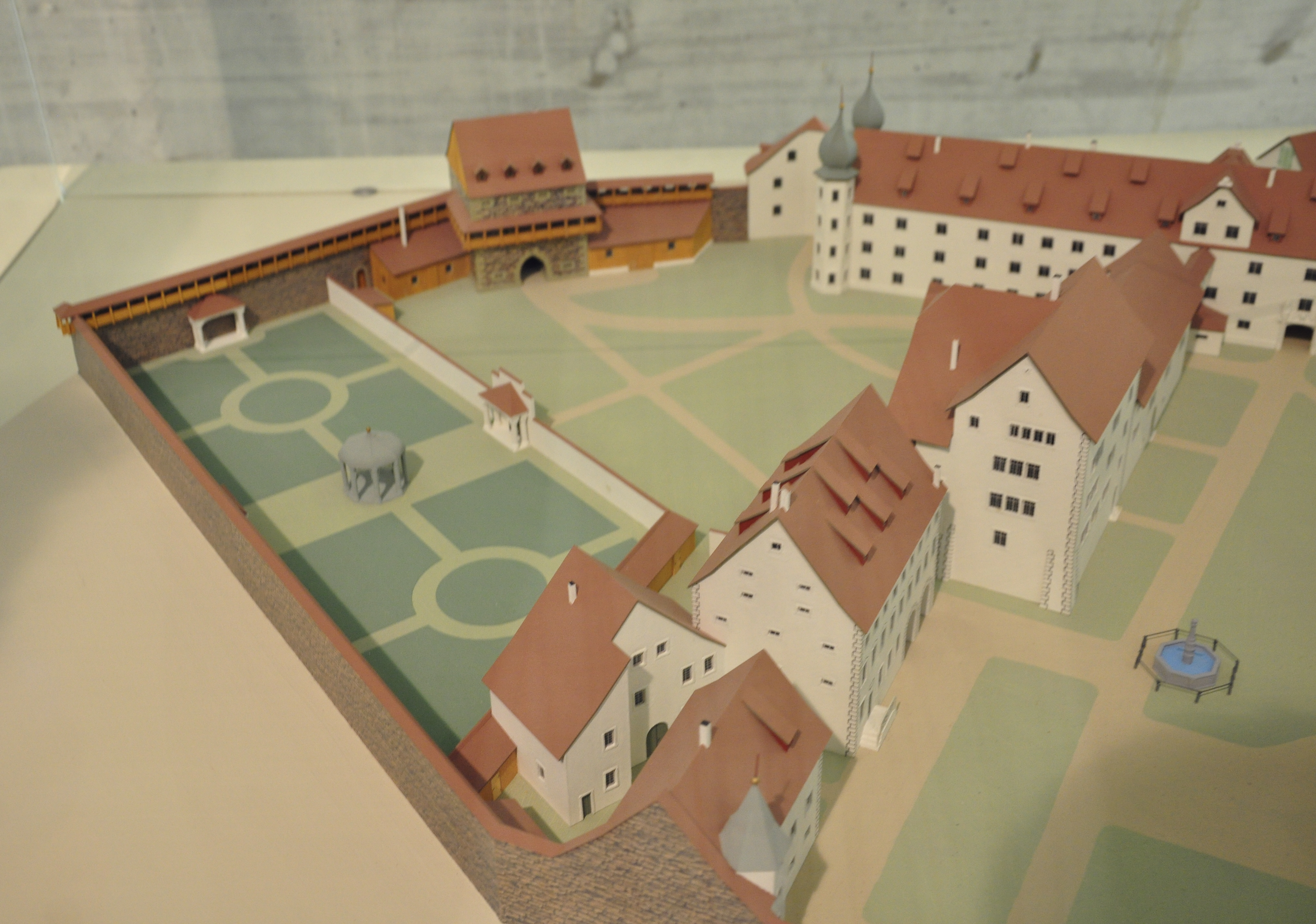
Kunz sloeg een opening door de stadswallen: de Karelspoort (achteraan)

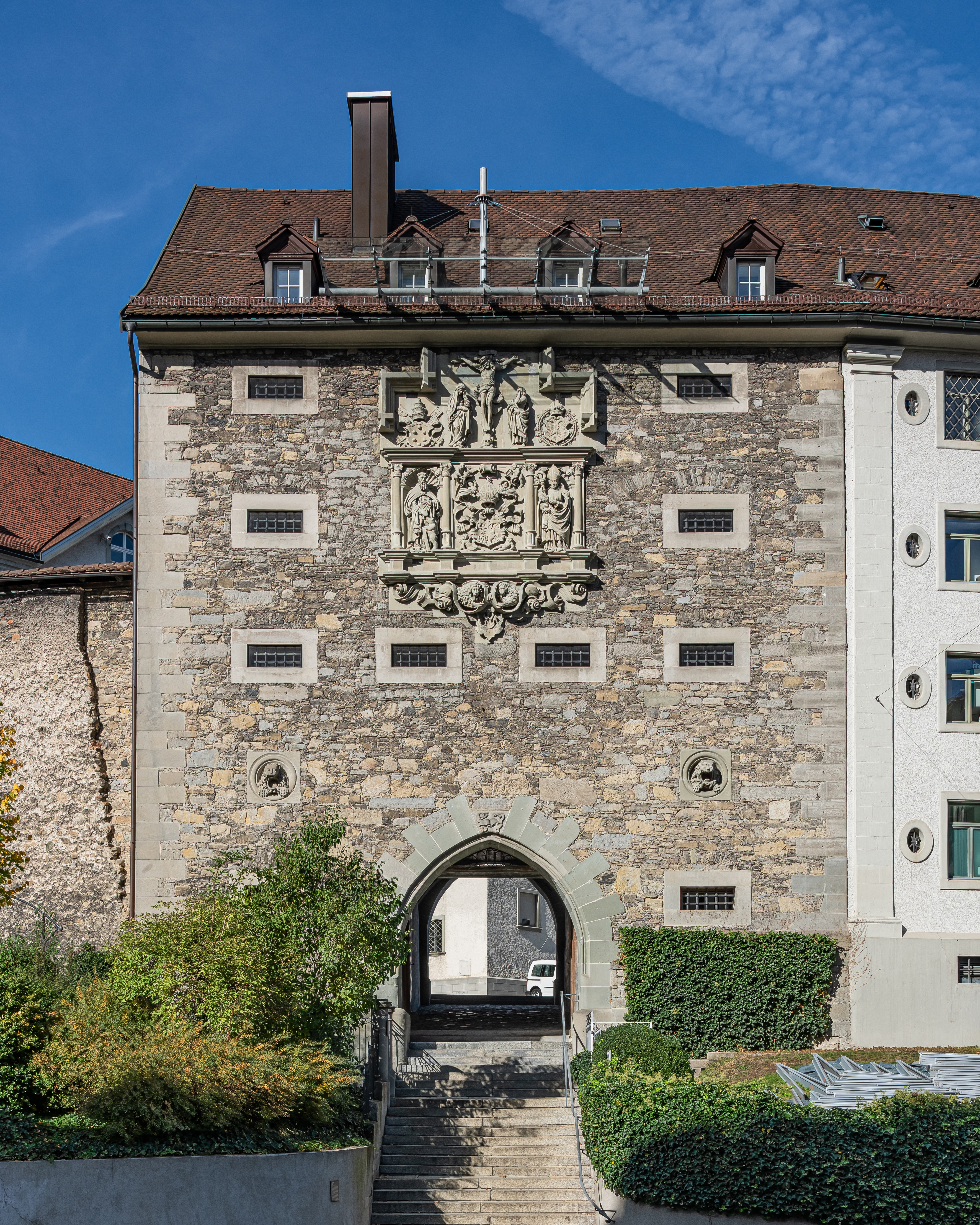
Karelspoort

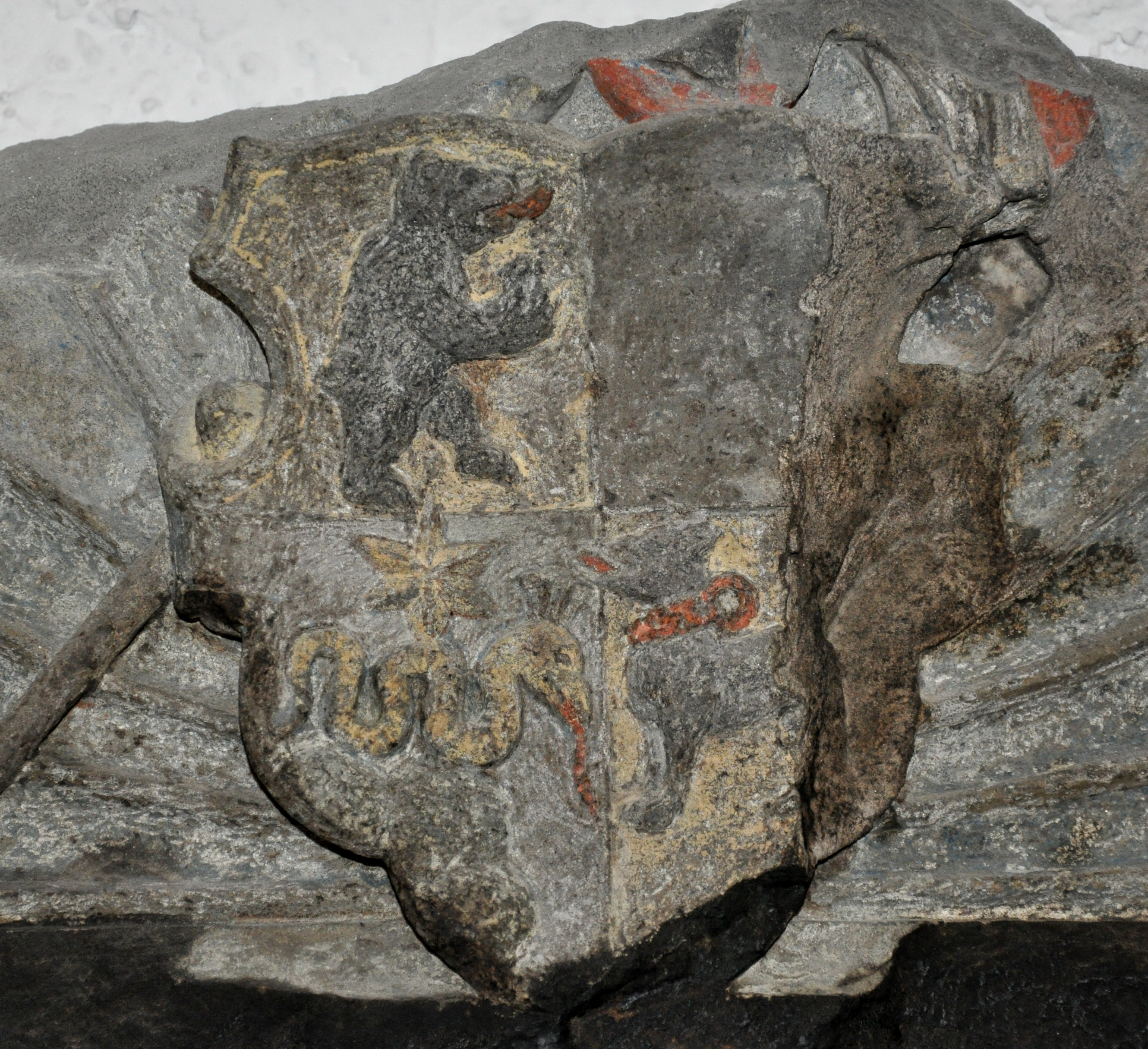
Wapen van Kunz in de abdij

Otmar II Kunz (Wil, circa 1530 – Wil, 27 januari 1577) was prins-abt van Sankt Gallen (1564-1577) in het Rooms-Duitse Rijk. Hij drukte de contra-reformatie door in het abdijvorstendom. Dit ging gepaard met een scheiding, letterlijk met een muur, tussen het abdijvorstendom en de gereformeerde rijksstad Sankt Gallen.

## Levensloop
Kunz werd geboren in Wil, een stad in het abdijvorstendom Sankt Gallen. In 1547 werd hij benedictijner monnik in deze abdij. Hij oefende de functie van gouverneur uit van Rorschach, een stad in het abdijvorstendom. In 1564 verkoos het kapittel van de abdij hem tot prins-abt, en dit in een periode van gespannen relaties tussen de abdij en de stad. De abdij lag zelf volledig binnen de stadsmuren van Sankt Gallen en de stad was een gereformeerde rijksstad. Paus Pius V keurde in 1565 de benoeming van Kunz goed. Kunz werd een voorvechter van de contra-reformatie en trouwe uitvoerder van het Concilie van Trente.

### Stad Sankt Gallen
Reeds bij de feestelijke installatie tot abt (1565) was het duidelijk dat het protestants stadsbestuur moeilijk deed over welke gasten in de abdij binnen mochten. Een vergelijk tussen abt en het stadsbestuur drong zich op, want pogingen in het verleden hadden niet veel opgeleverd. Het gereformeerde bestuur gedoogde de abdij weliswaar binnen haar muren en had de plunderingen gestopt. Kunz sloot met het stadsbestuur een pact, dat tot in de details was uitgewerkt. Er kwam een hoge muur, bepaald als 10 meter hoog, tussen de abdij en de rest van de stad. De bouw duurde van 1565 tot 1567. Dit was de Schiedmauer of scheidingsmuur, een soort Berlijnse muur die de stad in 2 delen sneed: de katholieke abdij en de gereformeerde stad. Delen van de scheidingsmuur bestaan vandaag nog steeds. Er kwam één deur in de muur, waarvan enkel de abt en de burgemeester een sleutel bezaten. Deze deur werd niet gebruikt. De abt eiste een aparte stadspoort als toegang tot de abdij; hij wilde niet meer afhankelijk zijn van protestantse stadswachten. De toegangspoort was klaar in 1570. De poort droeg eerst de naam Nieuwe Poort, later Abtspoort en, vanaf de 17e eeuw Karelspoort, genoemd naar kardinaal Carolus Borromeus. Bezoekers aan de abdij konden rechtstreeks via de Karelspoort binnen komen.
Ook regelde het pact nauwkeurig alle financiële schulden tussen katholieken en gereformeerden, zodat er geen financiële overlap bestond tussen beide stadsdelen die territoriaal voortaan elk hun eigen weg gingen.

### Abdijvorstendom
In 1567 rolde Kunz, na de synode van Konstanz, een vervolg van het Concilie van Trente, de contra-reformatie uit in zijn grondgebied. Het district Alte Landschaft deed hij overgaan van het protestantisme naar de Roomse leer; in het graafschap Toggenburg, een ander district, lukte het hem gedeeltelijk. In het jaar 1570, jaar van afwerking van de Karelspoort, kwam Carolus Borromeus, jezuïet en kardinaal-aartsbisschop van Milaan, op bezoek. Deze deed zijn Zwitserlandreis op inspectie voor nieuwe jezuïetencolleges en als controle van de lopende contra-reformatie. Toen de kardinaal vroeg wat Kunz ging doen aan de gelijke verdeling katholiek-gereformeerd bij de bevolking van Toggenburg, antwoordde Kunz dat hij niets ging doen uit schrik voor een volksopstand. Kunz raadde de inplanting van een Jezuïetencollege af. Na het bezoek verplichtte hij de Paascommunie in het vorstendom, en begon deze actie in zijn geboortestad Wil, en vandaar in de Alte Landschaft (1571). Wie weigerde, moest het grondgebied verlaten. Het graafschap Toggenburg bood evenwel weerstand tegen deze regel.
Kunz bouwde de abdijbibliotheek uit, die gesticht was door zijn voorganger. Hij eiste tucht in de abdij en hervormde de interne regels van de abdij in die zin (1569). Tevens kocht hij kunstwerken aan, die hij in de Karelstoren opborg.
Herstellingen aan kloostergebouwen buiten de stad konden rekenen op financiële steun van de abt. Kunz bouwde daarnaast gasthuizen over het gehele grondgebied. Dit was nodig na de pestepidemie van 1564; in 1574 was er opnieuw pest waarbij Kunz beter georganiseerd optrad. Een armenfonds kwam er op zijn initiatief.
De handel over het hele grondgebied nam toe, wat niet evident was na de godsdienstonlusten in Sankt Gallen enkele jaren tevoren. De inkomsten van de abdij namen manifest toe omwille van de vredessituatie en goede handelscontacten van Kunz. Na zijn Zwitserlandreis verklaarde kardinaal Borromeius in Piacenza dat hij de abdij van Sankt-Gallen de rijkste abdij benoorden de Alpen vond.

### Frankrijk
De relaties tussen het abdijvorstendom Sankt Gallen en het koninkrijk Frankrijk waren uitstekend. Kunz koos voor een pro-Franse politiek. Dit was op zich niet nieuw in het oude Eedgenootschap, maar was wel openlijk bij Kunz. Toen de Franse koning op een dag geld wou lenen bij de abt, was dit snel geregeld. Kunz liet jongemannen uit zijn vorstendom bij jezuïeten in Parijs studeren. Hij kocht honderden boeken in Parijs, als aanwinst voor de abdijbibliotheek.
Hij stierf in zijn geboortestad Wil in 1577. Veertig inwoners droegen zijn stoffelijk overschot naar de begraafplaats in de abdij. Een lapidarium herinnert aan zijn wapenschild.
- Gemeinsame Normdatei: 1052921744
- Historisch woordenboek van Zwitserland: 021744
- Virtual International Authority File: 309610254